# Azeríes iraníes

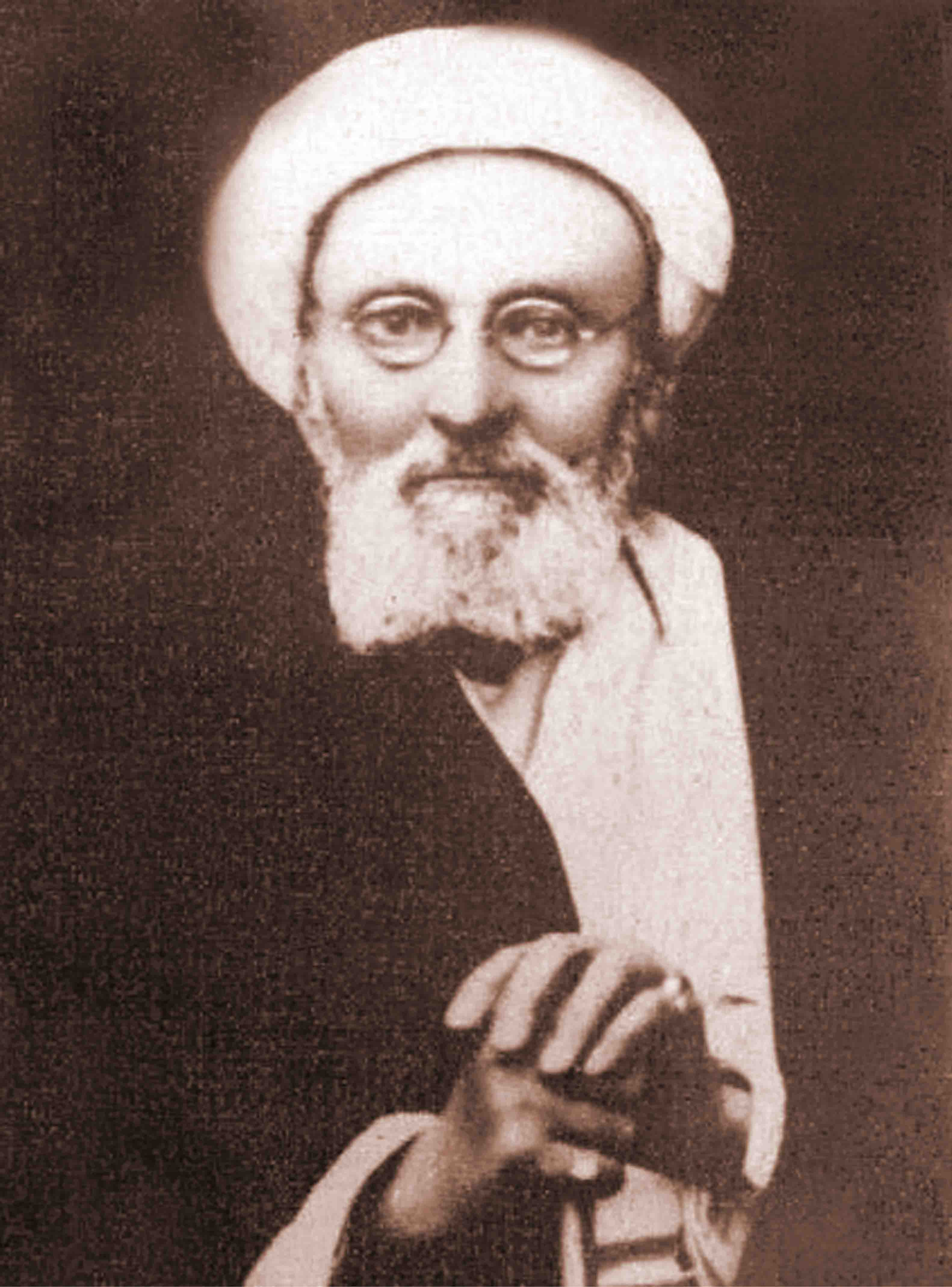
میرزا محمود اصولی مجتهد

Este artículo es sobre los azeríes en Irán. Para los azeríes en general, véase el correspondiente artículo.
Los azeríes o azerbaiyanos iraníes (en azerí: ایران آذربایجانلیلاری, İran azərbaycanlıları), que son principalmente musulmanes chiitas, son el grupo étnico más grande de Irán, después de los persas, y se cree que son el 20-24% de la población.
Se encuentran principalmente en las provincias del noroeste: Azerbaiyán Oriental, Azerbaiyán Occidental, Ardebil, Zanjan y en algunas provincias del Kurdistán, Hamadán y Markazi. Otros muchos viven en Teherán, Karaj y otras regiones.
En general, los azeríes en Irán estaban considerados como "una minoría lingüística bien integrada" por los académicos antes de la Revolución Islámica de Irán. De hecho, hasta el período Pahlavi del siglo XX, "la identidad de Irán no era exclusivamente persa, sino supra-étnica", pues gran parte del liderazgo político, comenzando a partir del siglo XI, había sido túrquico.
Los grupos iranio y turco estaban integrados hasta que el nacionalismo y el comunalismo del siglo XX comenzaron a alterar la percepción popular. A pesar de la fricción, los azeríes en Irán vinieron a estar bien representados a todos los niveles de "jerarquías intelectuales, militares y políticas, así como en la jerarquía religiosa." En Irán el término "azerí" es usado formalmente; sin embargo, informalmente, los azeríes y otra población iraní de habla turca son coloquialmente llamados "tork" (turcos).

## Historia
Los orígenes iranios de los azeríes derivan probablemente de antiguas tribus iranias, como los medos en el Azerbaiyán iraní y los invasores escitas que llegaron durante el siglo VIII a. C. Se cree que los medos se mezclaron con una población indígena, los mannai, un grupo relacionado con los urartianos. Los expertos ven diferencias culturales entre los modernos persas y azeríes como una evidencia de una antigua influencia irania.
Durante la época de la invasión árabe todavía se hablaba persa en la región. Varias fuentes, como la Encyclopaedia Iranica explican cómo, "los turco-hablantes de Azerbaiyán descienden principalmente de los primeros iranio-hablantes, varios grupos de los cuales aún persisten en la región." La presencia moderna de talyshi y tats iraníes en Azerbaiyán refuerza la evidencia de un anterior carácter iranio de la región.
Con las políticas Pahlavi de supresión del idioma azerí en el gobierno local, escuelas y la prensa vino el resentimiento. Con la llegada de la Revolución islámica de 1979, el énfasis se puso en la religión como principal factor unificador. 
Desde entonces, ha habido problemas esporádicos, pero los azeríes son actualmente una comunidad más dentro de Irán, cuyas condiciones de vida son semejantes a la de los persas. Se han producido protestas antigubernamentales en años recientes, en particular en los años 2003, 2006 y 2007. En ciudades del norte de Irán, a mediados de febrero de 2007, decenas de miles de azeríes étnicos se manifestaron en el Día Internacional de la Lengua Materna, aunque se ha dicho que por debajo había una protesta contra lo que percibían como la "sistemática supresión, apoyada por el estado, de su cultura y su idioma". Esta búsqueda de mayores derechos culturales no lleva aparejado un sentimiento nacionalista separatista ni irredentismo.

## Estatus étnico en Irán

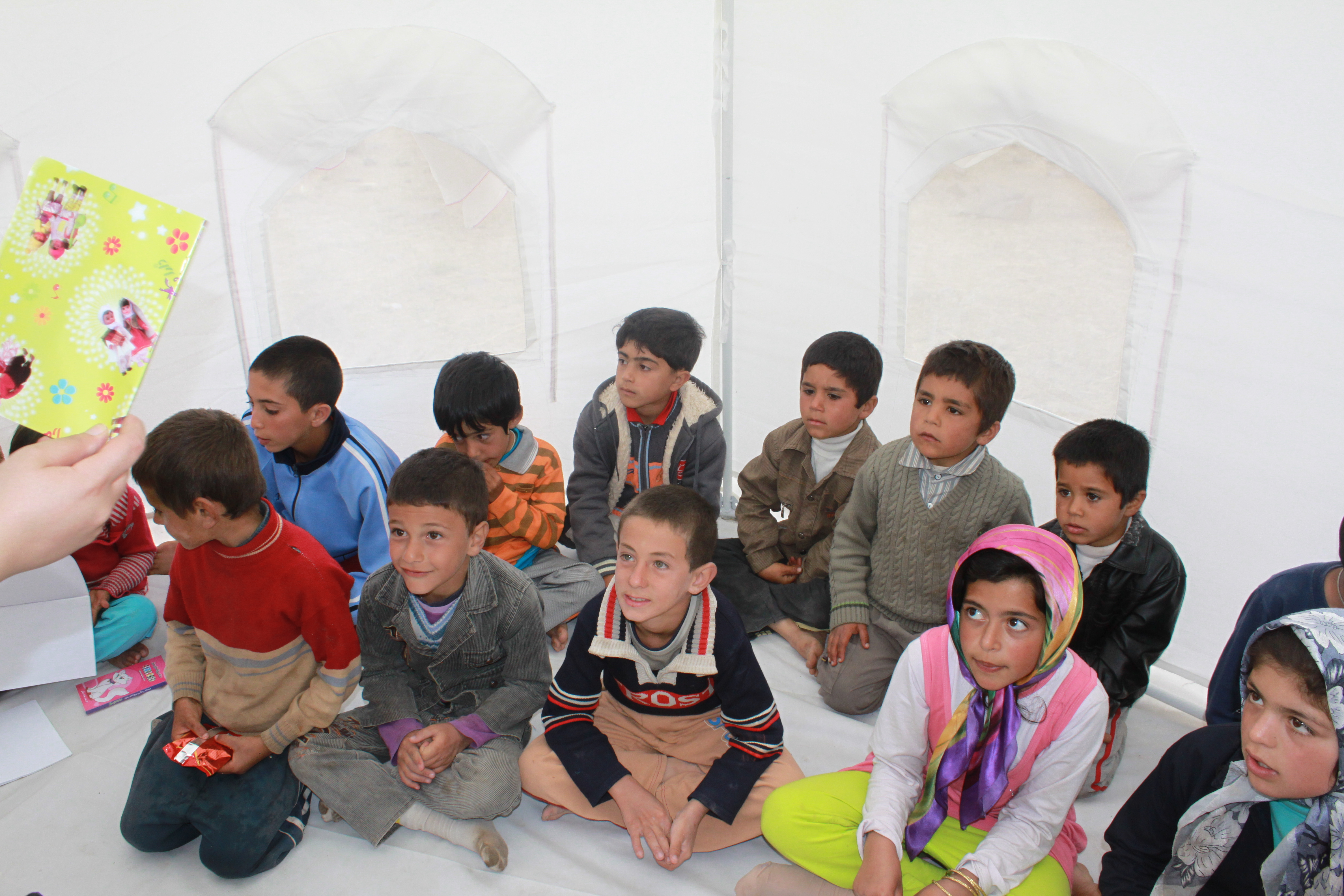
Terremotos de Azerbaiyán Oriental de 2012. por Mardetanha

Según Amnistía Internacional los turcos azeríes iraníes, que son principalmente musulmanes chiitas, son la minoría mayoritaria de Irán, pero por su religión no están sujetos a discriminación de otras minorías de religión distinta, y están bien integrados en la economía, aunque crece la demanda de derechos culturales.
Además, el actual Líder Supremo de Irán, ayatolá Alí Jamenei, es un azerí, lo mismo que gran parte de los líderes políticos, del ejército y económicos. Otras figuras destacadas azeríes son:
- Allameh Tabatabaei, ayatolá
- Mir-Hosein Musaví, arquitecto, pintor, antiguo primer ministro y líder de oposición
- Irach Mirzá, poeta y político
- Farah Diba, última reina y única emperatriz de Irán
- Ali Daei, futbolista, entrenador de la selección iraní
- Hossein Reza Zadeh, campeón mundial de levantamiento de peso
- Yahya Golmohammadi, futbolista
- Lotfi A. Zadeh, matemático, ingeniero eléctrico, informático y profesor, famoso por introducir en 1965 la teoría de conjuntos difusos o lógica difusa